# Austro-Daimler Panzerwagen
La Austro-Daimler Panzerwagen era una robusta autoblindo militare sviluppata nel 1904 dalla Austro-Daimler (sussidiaria della Daimler-Motoren-Gesellschaft) e apparsa nel 1905. Rappresentava il primo esempio di 4x4 usato per scopi bellici. Aveva una torretta che roteava di 360°.
Questa macchina (si trattava proprio di un'autovettura) aveva applicata una corazzatura estesa, ma non molto spessa. Aveva il motore anteriore, con il pilota che sedeva proprio dietro di esso. Era armata di una torretta con 1 mitragliatrice Maxim, più tardi sostituita con una torretta con 2 mitragliatrici Schwarzlose. Nonostante avesse eccellenti doti fuoristrada, non venne accettata per la produzione in serie a causa di incomprensioni con l'esercito austro-ungarico.

## Storia

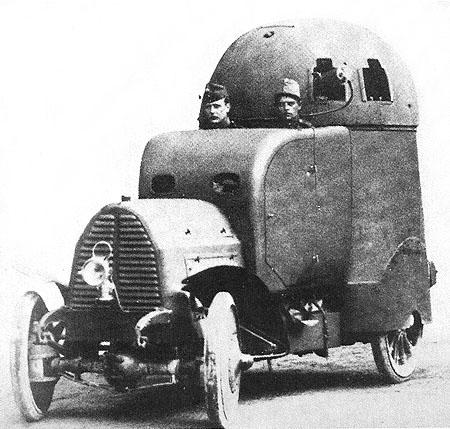
Prototipo

Fu Leopoldo Salvatore d'Asburgo-Lorena, un generale dell'Imperial regio Esercito austro-ungarico, che concepì l'importanza militare dei veicoli motorizzati. Nel 1903 quindi Paul Daimler, figlio maggiore di Gottlieb Daimler, allestì un prototipo. Questi lavorò per tre anni per un prototipo alla Austro-Daimler di Wiener Neustadt. Per avere caratteristiche da fuoristrada, venne usato un autotelaio a trazione integrale. Dopo la auto da corsa Spyker 60 HP fu la seconda automobile con trazione integrale.
Per un'auto del periodo fu una caratteristica fuori dall'ordinario. Con un motore raffreddato ad acqua di 4,4 litri a quattro tempi con quattro cilindri tipo Otto con 30 HP di potenza e una velocità massima di 24 km/h e una capacità di superare ostacoli del 25%. Gli elementi di controllo e i sedili erano retrattili. La testa del pilota e copilota durante il viaggio normale in cabina erano esterni per una visuale piena; durante la battaglia i sedili retrattili facevano sì che i due venissero protetti dalla corazzatura.
Il veicolo fu presente alle Kaisermanövern del 1906. Il controllo fu di Heinrich Schönfeldt, più tardi ingegnere automobilistico e pilota. Appena il motore del veicolo venne messo in moto, disturbò il cavallo del capo della k.u.k. Stabswesen dell'esercito austro-ungherese, Friedrich von Beck-Rzikowsky. L'imperatore Francesco Giuseppe I d'Austria decretò che il veicolo a motore non era adatto all'uso militare.